# Портнов Ларіон Федорович
Ларіон (Іларіон) Федорович Портнов (нар. 1749, Орел, Російська імперія — пом. 1837, Одеса, Херсонська губернія, Російська імперія) — російський купець другої гільдії, 2-й міський голова Одеси (1797—1800).

## Життєпис
Портнов прибув ще у Хаджибей і вже у 1792–1793 роках побудував житлові будови та узаконив їх, що вдавалося далеко не кожному. Вже в 1795 році він «мав постійну осілість» в Одесі та «виробляв досить значну торгівлю лісом та іншими російськими товарами» (залізом, мануфактурою). Він отримав дільниці № 61 та 62 в тому ж 8-му кварталі Військового форштадта. Будинок Портного знаходився на розі Рішельєвскої і Дерибасівської, через багато років, був куплений грецьким сімейством заможних негоціантів Ралі, і на його місці в кінці позаминулого століття побудували новий будинок (нині — вул. Рішельєвська, 5). Крім того, Портнов володів лавками в так званому старому гостинному ряду на проспекті Українських Героїв.
У відомості 1798 року є наступна інформація: торгує на 5 100 рублів, у тому числі в Росії на 1.5 рублів; має два кам'яних будинки, трактир, харчевню з шістьма приміщеннями та погребом, чотири лавки і один двоповерховий флігель; займається підрядами і віддачею нерухомості в найм. У будинку Ларіона Портнова містилася одна з перших в Одесі ресторацій (ресторан, трактир, чиста харчевня), в якій збиралися переважно шкіпери, лоцмани, морські біржові маклери, фактори, страхові агенти — греки, італійці, югослав'янці.
Зі вступом на престол Росії Павла міське положення 1785, введене указом Катерини II, згідно з яким у містах утворювалися Загальні міські думи під головуванням міського голови, припиняє своє існування. У 1797 році міським головою обраний Ларіон Федорович Портнов.
Подружжя Портнових дожило до глибокої старості, бо оголошення від Одеського сирітського суду про виклик їх спадкоємців і боржників вміщено в «Одеському віснику» лише 1 травня 1837.